# DM Андромеды
DM Андромеды (лат. DM Andromedae) — одиночная переменная звезда в созвездии Андромеды на расстоянии (вычисленном из значения параллакса) приблизительно 5436 световых лет (около 1667 парсеков) от Солнца. Видимая звёздная величина звезды — от +13,2m до +12,4m.

## Характеристики
DM Андромеды — жёлто-белая пульсирующая переменная звезда типа RR Лиры (RRAB) спектрального класса F. Радиус — около 4,73 солнечных, светимость — около 36,374 солнечных. Эффективная температура — около 6516 K.